# Département Deux-Sèvres
Das Département des Deux-Sèvres [døˈsɛːvʀ] ist das französische Département mit der Ordnungsnummer 79. Es liegt im Westen des Landes in der Region Nouvelle-Aquitaine und ist nach den beiden Flüssen Sèvre Niortaise und Sèvre Nantaise benannt.

## Geographie
Das Département Deux-Sèvres grenzt im Norden an das Département Maine-et-Loire, im Osten an das Département Vienne, im Süden an die Départements Charente und Charente-Maritime sowie im Westen an das Département Vendée.
Die wichtigsten Flüsse im nördlichen Teil des Départements sind die Sèvre Nantaise und der Thouet, beide linke Nebenflüsse der Loire, die das Département in nordwestlicher bzw. nordöstlicher Richtung verlassen. Den südlichen Teil des Départements entwässert die Sèvre Niortaise in Richtung Westen.

## Geschichte
Zur Vorgeschichte siehe: Tumulus C von Péré.
Das Département wurde am 4. März 1790 aus einem Teil der Provinz Poitou gebildet. Es gehörte von 1960 bis 2015 der Region Poitou-Charentes an, die 2016 in der Region Nouvelle Aquitaine aufging.

## Wappen
Beschreibung: In Rot fünf (2;1;2) gemauerte goldene Zinnentürme mit goldenen Torbogen, die durch zwei weiße Wellenbalken getrennt sind.

## Städte
Die bevölkerungsreichsten Gemeinden des Départements Deux-Sèvres sind:
| Stadt                 | Einwohner (2022) | Arrondissement |
| --------------------- | ---------------- | -------------- |
| Niort                 | 60.074           | Niort          |
| Bressuire             | 19.860           | Bressuire      |
| Thouars               | 13.949           | Bressuire      |
| Parthenay             | 10.121           | Parthenay      |
| Mauléon               | 8.585            | Bressuire      |
| Saint-Maixent-l’École | 7.433            | Niort          |
| Chauray               | 7.173            | Niort          |
| Melle                 | 5.790            | Niort          |
| La Crèche             | 5.681            | Niort          |
| Nueil-les-Aubiers     | 5.529            | Bressuire      |

## Verwaltungsgliederung

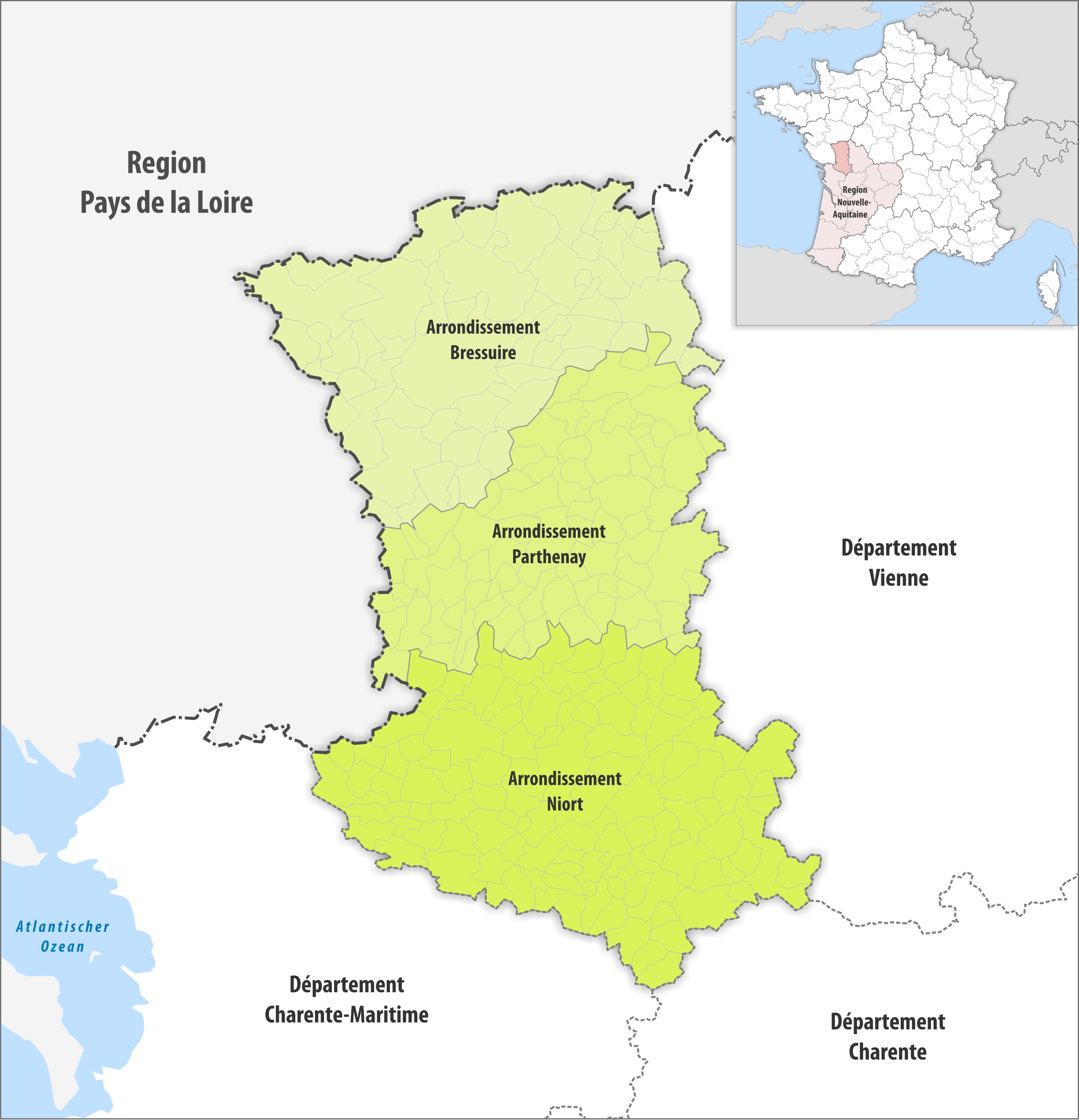
Gemeinden und Arrondissemente im Département Deux-Sèvres

Das Département Deux-Sèvres gliedert sich in 3 Arrondissements, 17 Kantone und 252 Gemeinden:
| Arrondissement          | Kantone | Gemeinden | Einwohner 1. Januar 2022 | Fläche km² | Dichte Einw./km² | Code INSEE |
| ----------------------- | ------- | --------- | ------------------------ | ---------- | ---------------- | ---------- |
| Bressuire               | 5       | 57        | 109.509                  | 1.938,94   | 56               | 791        |
| Niort                   | 10      | 117       | 200.497                  | 2.445,05   | 82               | 792        |
| Parthenay               | 4       | 78        | 65.409                   | 1.615,36   | 40               | 793        |
| Département Deux-Sèvres | 17      | 252       | 375.415                  | 5.999,35   | 63               | 79         |

Siehe auch:
- Liste der Gemeinden im Département Deux-Sèvres
- Liste der Kantone im Département Deux-Sèvres
- Liste der Gemeindeverbände im Département Deux-Sèvres